# آلبرتو گرانادو

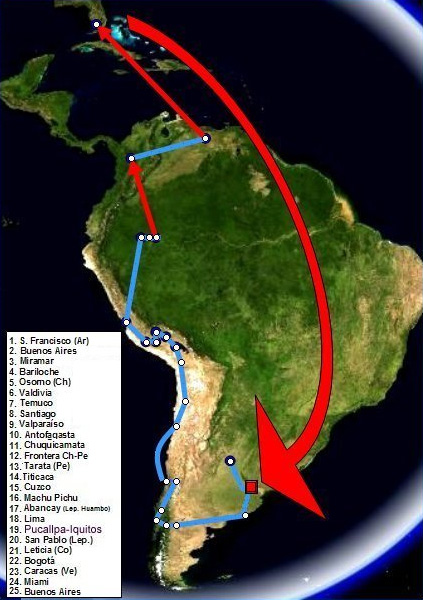
نقشه سفر گوارا با آلبرتو گرانادو. فلش قرمز سفر با هواپیما است.

آلبرتو گرانادو (انگلیسی: Alberto Granado؛ ۸ اوت ۱۹۲۲ – ۵ مارس ۲۰۱۱) زیست‌شیمی‌دان، پزشک، نویسنده و دانشمندآرژانتینی بود. او همچنین دوست جوان و همراه سفر چه گوارا در طی سال ۱۹۵۲ در یک تور موتورسیکلت در آمریکای‌لاتین بود.
از فیلم‌ها یا برنامه‌های تلویزیونی که در آنها از وی یاد شده‌است می‌توان به خاطرات موتورسیکلت اشاره کرد.
آلبرتو گرانادو بعداً دانشگاه سانتیاگو د کوبا را تأسیس کرد. او کتاب خاطرات مسافرت با چه گوارا را تألیف کرد که بعدها به عنوان مرجعی برای فیلم ۲۰۰۴ به کار رفت که در آن رودریگو د لا سرنا ایفای نقش کرد. وی در پایان فیلم خاطرات موتورسیکلت به‌صورت کوتاهی ظاهر شد.

## زندگی اولیه

آلبرتو گرانادو (سمت چپ) با چه‌گوارا (سمت راست) در قایق چوبی «مامبو تانگو» خود در رود آمازون در ژوئن ۱۹۵۲. قایق هدیه ای از جذامیان به آن‌ها بود.

گرانادو در ۸ اوت ۱۹۲۲ در هرناندو، کوردوبا از دیونیسیو تی گرانادو متولد شد. پدرش یک کارمند روحانی اسپانیایی در یک شرکت راه آهن آرژانتین و مادرش آدلینا جیمنز رومرو بود. در سال ۱۹۳۰، پس از آنکه خوزه فلیکس اوریبورو، دولت ناسیونالیست ایپولیتو یریگوین را سرنگون کرد، خانواده گرانادو به دلیل موقعیت پدرش به عنوان یک سندیکالیست مبارز، به وییا کونستیتوسیون، در استان سانتافه نقل مکان کردند. در سال ۱۹۳۱، گرانادو برای زندگی نزد پدربزرگ و مادربزرگش به کوردوبا اعزام شد و در سال ۱۹۴۰، وی در دانشگاه کوردوبا  به تحصیل شیمی، داروسازی و زیست شیمی مشغول شد.